# 大寺純藏
大寺 純藏（おおでら じゅんぞう、1872年7月31日（明治5年6月26日）- 1936年（昭和11年）11月1日）は、日本の政治家、華族。貴族院議員、男爵。旧姓・川村。

## 経歴
海軍卿川村純義伯爵の二男として生まれる。フランス、ベルギーに留学し、経済学、財政学を学んだ。1897年（明治30年）ベルギー国開催万国博覧会日本部事務長に就任。以後、フランス国開催万国博覧会事務官、同審査官、西園寺公望の内閣総理大臣秘書官などを務めた。
1921年（大正10年）に男爵大寺千代田郎が死去し、1923年（大正12年）純蔵が選ばれて千代田郎の家督を相続し、同年3月30日、男爵を襲爵した。
1925年（大正14年）7月10日、貴族院男爵議員に選出され、公正会に所属し死去するまで在任した。その他、日本勧業銀行理事を務めた。

## 親族
- 嫡子：大寺蔵之助[1]